# Eparchia di Sarapul

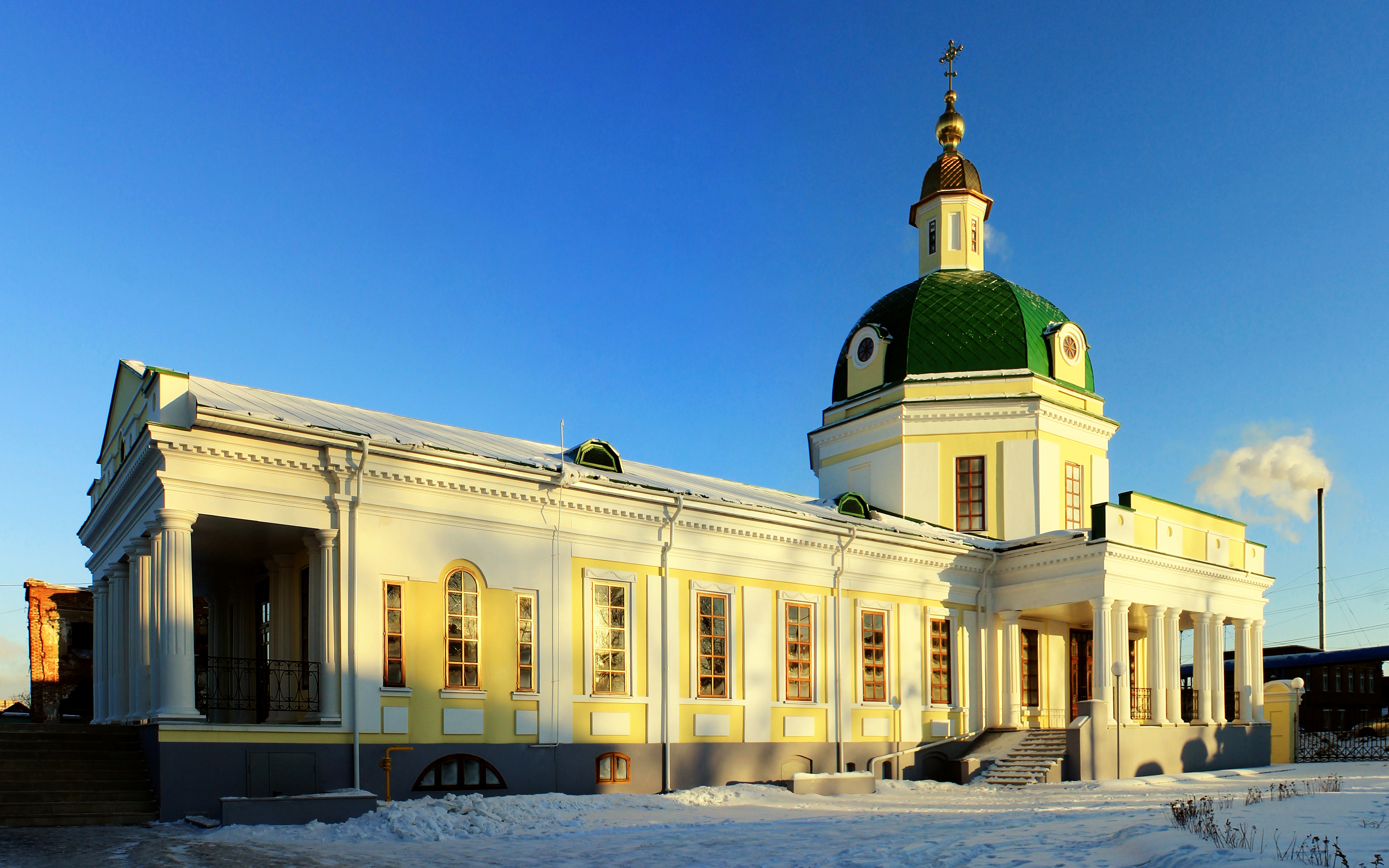
La cattedrale dell'Intercessione di Sarapul.

L'eparchia di Sarapul (in russo Сарапульская епархия?) è una diocesi della Chiesa ortodossa russa, appartenente alla metropolia dell'Udmurtia.

## Territorio
L'eparchia comprende le città di Sarapul, Kambarka e Možga, e i rajon Alnašskij, Grachovskij, Kambarskij, Karakulinskij, Kijasovskij, Malopurginskij, Možginskij e Sarapul'skij nella parte meridionale della repubblica dell'Udmurtia.
Sede eparchiale è Sarapul, dove si trova la cattedrale dell'Intercessione.
L'eparca ha il titolo ufficiale di «eparca di Sarapul e Možga».

## Storia
L'eparchia fu eretta una prima volta il 7 settembre 1918 e soppressa nel 1943.
L'eparchia fu restaurata dal Santo Sinodo della Chiesa ortodossa russa il 25-26 dicembre 2013, ricavandone il territorio dall'eparchia di Iževsk, e contestualmente è entrata a far parte della metropolia dell'Udmurtia.